# Термолаев, Георгий Манукович
Георгий Манукович Термолаев (1911—1990) — советский борец вольного и классического стилей, чемпион и призёр чемпионатов СССР, мастер спорта СССР (1939), Заслуженный тренер РСФСР, Судья всесоюзной категории (1947, 1957).

## Биография
В 1941 году был призван на фронт Батайским военкоматом. В 1944 году, наряду с другими известными спортсменами, был демобилизован для возрождения спорта в СССР.
Основатель школы вольной борьбы в Ростовской области, воспитал многих спортсменов, в числе которых:
- Гиоев, Хасанбек Георгиевич (1927—2010) — Заслуженный тренер СССР, судья международной категории.
- Казаров, Сурен Саркисович (1929—1998) — Мастер спорта СССР, Заслуженный тренер СССР и Заслуженный тренер России.[2]
- Кулаев, Борис Хаджумарович (1929—2008) — советский борец вольного стиля, призёр Олимпиады 1956 года в Мельбурне, призёр чемпионата мира, многократный чемпион СССР, Заслуженный мастер спорта СССР.

## Спортивные результаты
- Чемпионат СССР по классической борьбе 1939 года — ;
- Чемпионат СССР по вольной борьбе 1946 года — ;
- Чемпионат СССР по вольной борьбе 1948 года — ;
- Чемпионат СССР по классической борьбе 1948 года — ;
- Чемпионат СССР по вольной борьбе 1949 года — .

## Память
В Ростове проводится всероссийский турнир памяти Георгия Термолаева.